# Gösta Swerin
Gösta  Valdemar Swerin, född 21 april 1920 i Karlstad, död 27 december 2011 i Rönnäng på Tjörn, var en svensk handbollsspelare.

## Karriär
Gösta Swerin började som fotbollsspelare i Godhems BK. Han hade där Sven-Erik Forsell som lagkamrat. Swerin fortsatte att spela fotboll i IFK Göteborgs B-lag med bara få allsvenska matcher i meritlistan. Mot Norrköping 1943 förlorade Göteborg  med 1-2 efter att Swerin orsakat en straff i slutminuterna mot Norrköping. Artikeln "Det skjuts för mycket - och spelas för lite" i Handbollboken 1948 sammanfattar Gösta Swerins handbollskarriär och ger matchstatistik över hans olika matcher.
Han började spela handboll i Majornas IK:s pojklag  och blev sedan högersexa i Majornas A-lag till 1940. Därefter värvades han till IFK Karlskrona där han spelade "högerback" i tre år, återvände sedan till Göteborg och blev "centerhalv" i Redbergslid 1943–1949. Han varvade ner i Göteborgspolisens division 3-lag.
Swerin gjorde 1939–1948 27 landskamper för Sverige och är Stor Grabb. Enligt den nya statistiken är bara 12 inomhuslandskamper med 5 mål noterade. Swerins debut inomhus var mot Danmark 7 december 1941 då Sverige vann med 16-10. Han blev lagkapten i det svenska landslaget 1946. Största meriten är VM-guld i utomhushandboll som erövrades i Paris 1948. Han gjorde landskampsdebut 1939 utomhus mot Polen i Katovice med svenskt nederlag 6-8. Sista landskampen spelade Swerin inomhus 3 mars i Göteborg 1948 där Sverige besegrade Österrike med 21-5.
Från 1943 arbetade han som polis.

## Meriter
- 2  inomhus med Majornas IK 1940 och Redbergslids IK 1947